# Neusiok

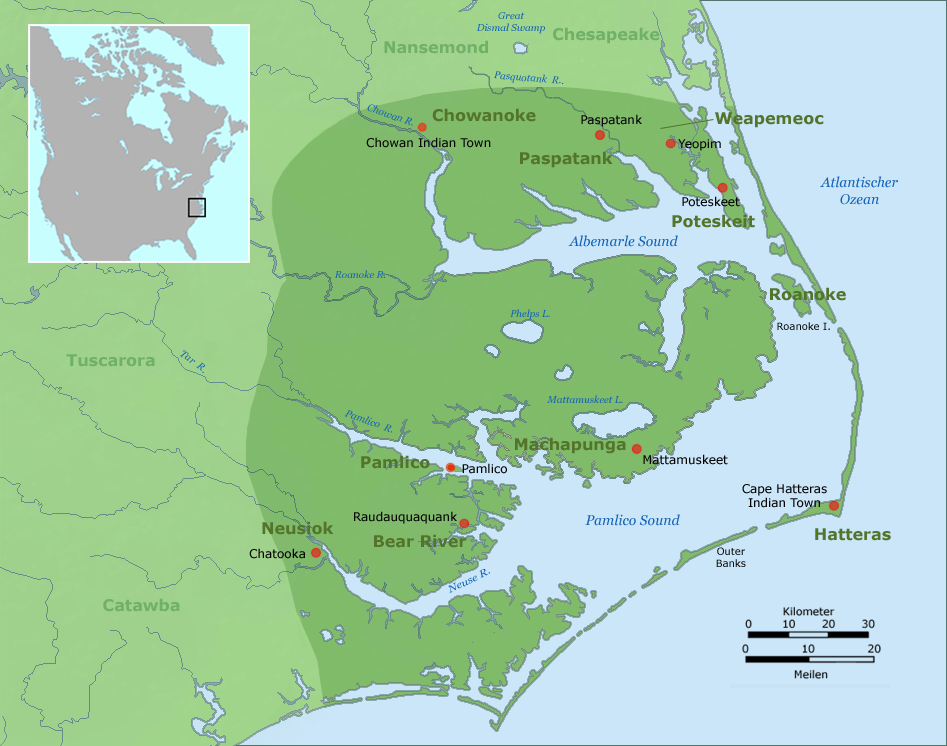
Wohngebiete der Neusiok und benachbarter Stämme von 1657 bis 1795

Die Neusiok, auch Neuse  genannt, waren ein Indianerstamm, dessen Stammesgebiet sich im heutigen Bundesstaat North Carolina im Südosten der Vereinigten Staaten befand. Sie gelten seit dem Tuscarora-Krieg (1712–1714) als ausgestorben. Sprachlich sind sie wahrscheinlich der kleinen Gruppe der North-Carolina-Algonkin zuzuordnen, obwohl diese Verwandtschaft bisher nicht zweifelsfrei nachgewiesen werden konnte. Ebenfalls möglich wäre eine sprachliche Nähe zu den Tuscarora und Coree, ihren Nachbarn und Verbündeten im Westen und Süden, die der Irokesen-Sprachfamilie angehören.

## Stammesgebiet und Lebensweise

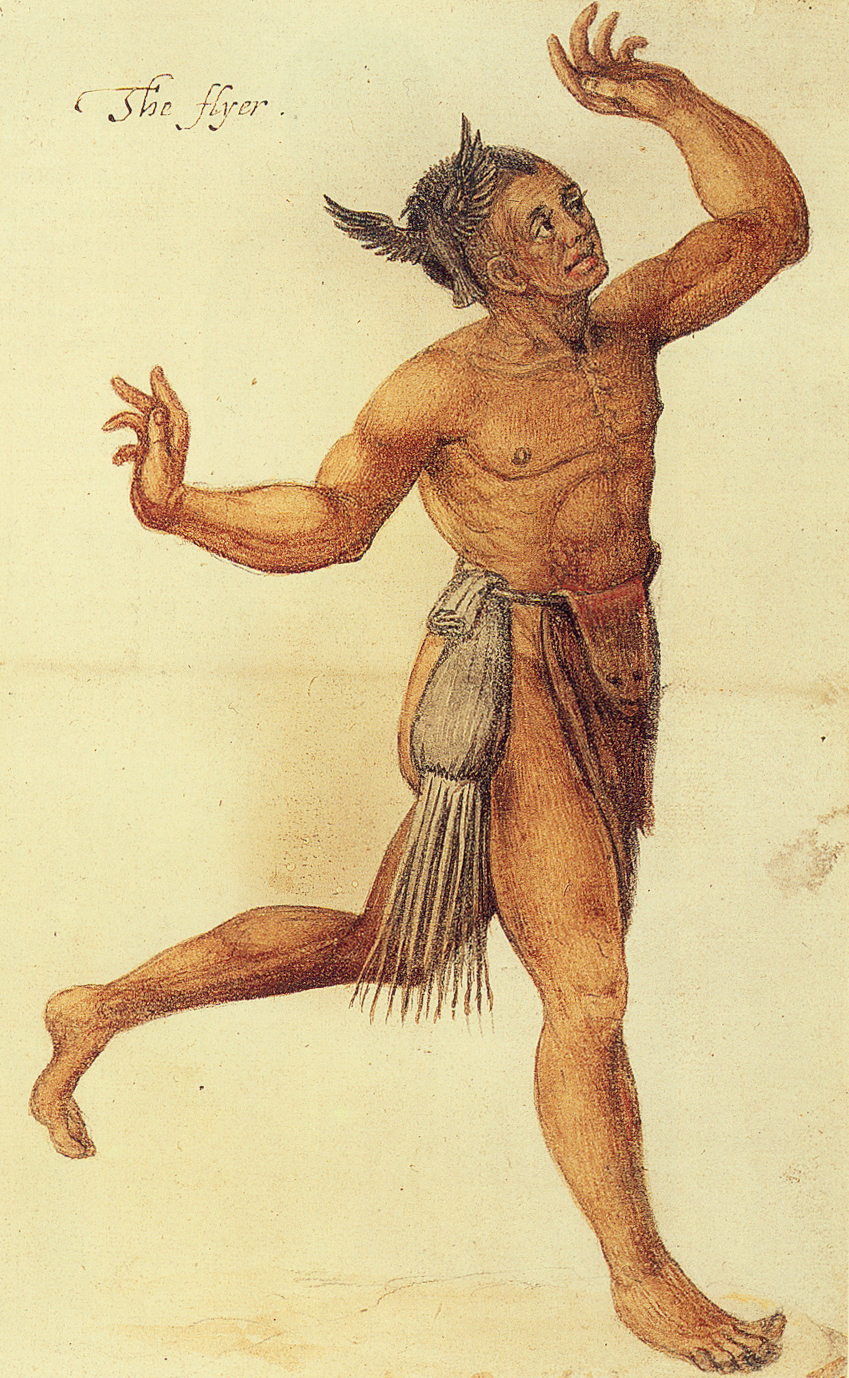
Tanzender Secotan-Indianer

Um 1585/86 zur Zeit des ersten Kontakts mit Europäern befand sich ihr Stammesgebiet auf einer Halbinsel, die im Norden vom Neuse River und Pamlico Sound, im Osten und Süden vom Atlantischen Ozean begrenzt wurde. Es erstreckte sich zum größten Teil über die heutigen Countys Craven und Carteret im Osten North Carolinas. Ihre Dörfer hießen Marasanico und Newasiwoc und lagen am Südufer des unteren Neuse Rivers. Zwischen 1708 und 1712 gab es zwei Dörfer weiter flussaufwärts in der Nähe des heutigen New Bern, nämlich Chatooka und Rouconk.
Die Neusiok waren sesshaft und lebten in kleinen Dörfern, die in der Nähe eines Gewässers lagen. Das Leben wurde von der Beschaffung der täglichen Nahrung bestimmt. Dicht am Wohnort lagen die Felder, auf denen Männer und Frauen gemeinsam Mais, Bohnen, Kürbisse und Tabak anbauten. Die Pflanzen bildeten eine Art von Symbiose. Die zwischen dem Mais rankenden Bohnen reicherten den Boden mit Stickstoff an, während die kräftigen Maisstängel den kletternden Bohnenranken den notwendigen Halt boten. Darüber hinaus spendete der Mais den Schatten, den die am Boden wachsenden Kürbisse bis zur Reife benötigten. Die jährliche etwa 240 Tage dauernde Wachstumsperiode erlaubte oftmals zwei Ernten von demselben Feld.
Die dicht bevölkerten Dörfer lagen gewöhnlich auf einem Steilufer am Fluss und waren von Palisaden umgeben. Die etwa 11 bis 14 Meter langen Häuser hatten einen rechteckigen Grundriss, besaßen abgerundete Dächer aus gebogenen Stangen und waren mit Baumrinde bedeckt. Von ihren Dörfern aus gingen die Männer auf die Jagd in die Wälder oder zum Fischfang an den Neuse River mit seinen Nebenflüssen. Der Frühling war die Zeit des Fischfangs und Muschelsammelns. Fische wurden mit Wehren und Konstruktionen aus Ried in Flüssen und Flussmündungen gefangen oder mit Speeren vom Kanu aus erlegt. Des Nachts lockte man Fische durch Feuer an die Boote und fing sie mit Netzen. Vögel und Säugetiere wurden mit Pfeil und Bogen gejagt und in den Sümpfen gehörten Schlangen und Schildkröten zur Jagdbeute. Im Herbst sammelten die Indianer in den Wäldern Wurzeln, Nüsse und Beeren.

## Geschichte

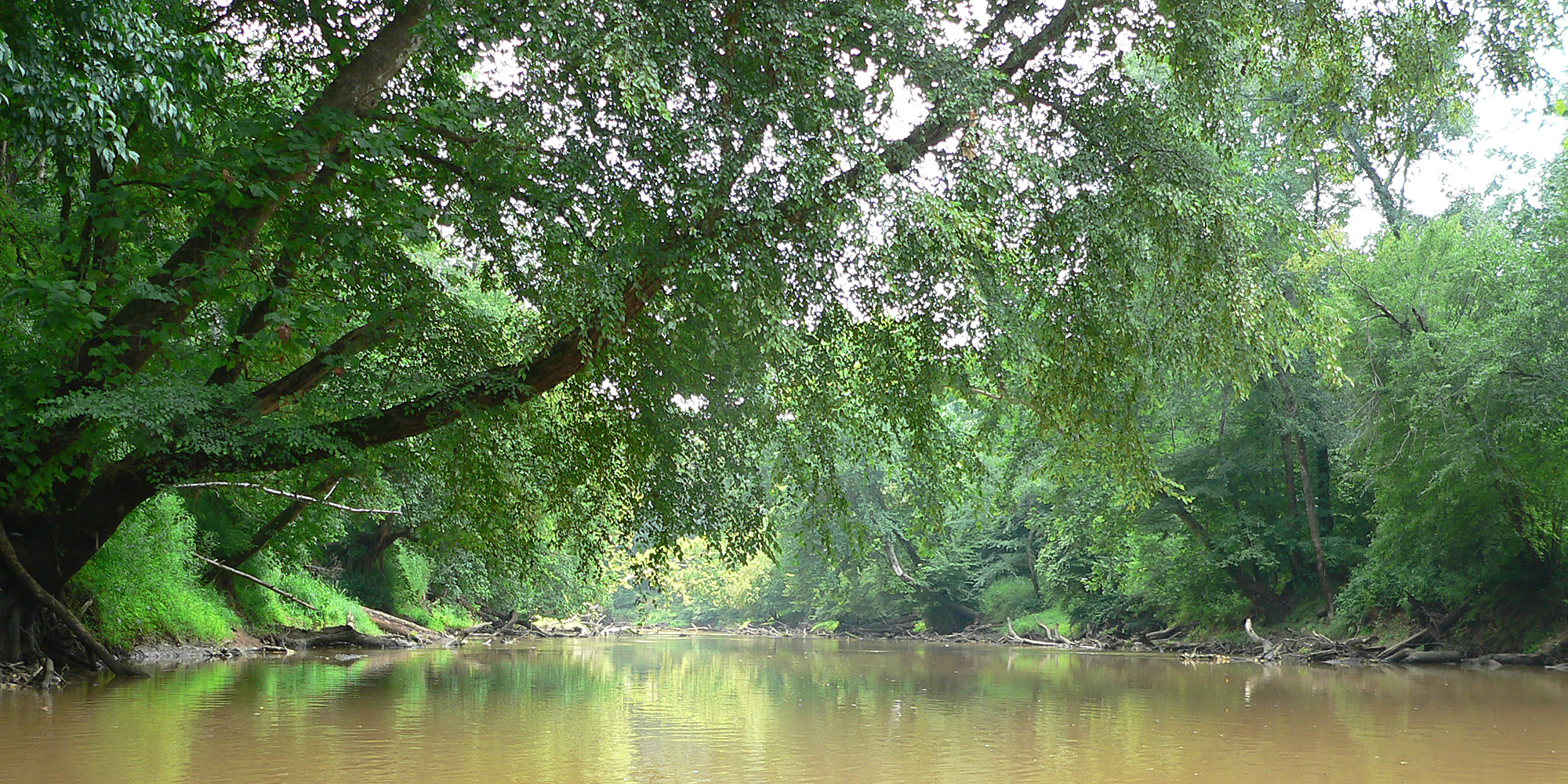
Oberlauf des Neuse River in North Carolina

Das Ufer und das Einzugsgebiet des Neuse River wurden schon vor sehr langer Zeit besiedelt und es gibt dort zahlreiche Fundstätten von Artefakten aus den Siedlungen prähistorischer Indianer Nordamerikas. Im Jahr 1584 schickte Walter Raleigh zwei britische Schiffe zur Erkundung an die Ostküste Nordamerikas. Die Expedition stand unter dem Kommando der Kapitäne und Forscher Artur Barlowe und Philip Armadas. Sie erreichten die Küste des heutigen North Carolinas am 2. Juli 1584 und trafen am Neuse River auch auf Stammesangehörige der Neusiok. Diese Begegnung wurde später in ihrem Bericht an die englische Königin Elisabeth I. erwähnt. Nach dem Untergang der Roanoke-Kolonie 1690 dauerte es mehr als sechzig Jahre, bis die Engländer erneut versuchten, in North Carolina Fuß zu fassen. Wie die anderen Ureinwohner North Carolinas litten auch die Neusiok unter den von Europäern eingeschleppten Infektionskrankheiten, wie Pocken und Masern. James Mooney schätzte ihre Bevölkerungszahl für das Jahr 1600 auf etwa 1.000 Stammesangehörigen, während John Lawson für 1709 eine Gesamtzahl von nur noch 38 Personen angab.

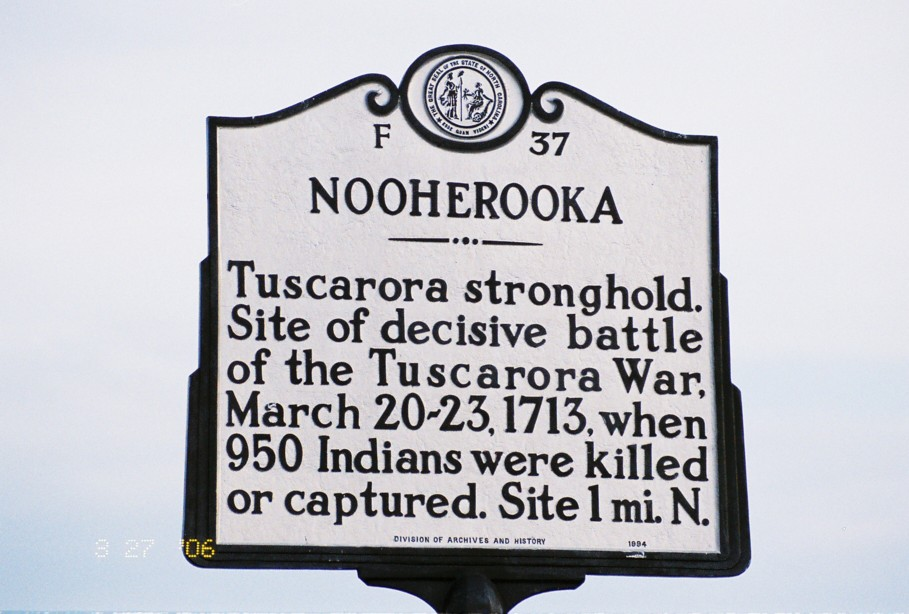
Gedenktafel für das Fort Nooherooka

Das zunächst gute Verhältnis der Indianer zu den europäischen Einwanderern verschlechterte sich ab Mitte des 17. Jahrhunderts zusehends. Die Neusiok erkannten, dass die weißen Händler sie beim Tausch gegen Pelze mit defekten Werkzeugen betrogen. Viele Indianer wurden in die Sklaverei verkauft und ihr Land von weißen Siedlern besetzt. In den Jagdgründen tauchten immer mehr weiße Jäger auf. Vor diesem Hintergrund kam es zum Tuscarora-Krieg (1711–1714). Die Neusiok waren traditionell mit den Tuscarora verbündet. Daneben kämpften weitere Stämme der North-Carolina-Algonkin auf der Seite der Tuscarora, so die Machapunga und Pamlico. In zwei entscheidenden Schlachten um Fort Narhantes (1712) am Neuse River und Fort Nooherooka (1713) im Green County wurden die Indianer geschlagen. Die überlebenden Neusiok flüchteten vermutlich gemeinsam mit den Tuscarora nach Norden in den Staat New York. Seitdem gibt es keine Informationen mehr über den Stamm.